# Axel von Schaar
Axel von Schaar, född 1641 i Stockholm, död 1702 i Gävle, var en svensk friherre och krigare.

## Biografi
Han deltog som kornett i stormningen av Köpenhamn (1659) samt utmärkte sig med stor tapperhet i striderna vid Lund, Halmstad och Landskrona (1676–77). Han blev överste 1692, utnämndes 1699 till generalmajor samt blev samma år landshövding i Västernorrlands län och Jämtland, samtidigt som han adlades till friherre. Han blev en respekterad man även utanför det militära.

Se Axel von Schaars rikt dekorerade kopparsakrofag i gravkoret i Norra Vi kyrka i södra Östergötland.